# 花吐古拉站
花吐古拉站是位于内蒙古自治区科尔沁左翼中旗花吐古拉苏木的一个铁路车站，邮政编码29323。车站建于1980年，有通霍铁路经过该站，现仅办理货运，不办理客运业务，车站及上下行区间均已电气化。车站距离通辽站45公里，隶属沈阳铁路局，是四等站。